# Jennifer Government
Jennifer Gobierno es una comedia negra escrita por Max Barry. Se trata de su segunda novela, tras Syrup, escrita en 1999. Es publicada en inglés en 2003 y en 2005 en español por la editorial Tropismos. La novela se desarrolla en una realidad alternativa en la que la mayor parte de los países (bajo el control de los Estados Unidos) son dominados por corporaciones empresariales, mientras que el poder del Gobierno es muy limitado. Su sátira es similar a la de la novela de George Orwell, 1984, solo que en este caso critica a los gobiernos con muy poco poder en vez de a los extremadamente poderosos. Por esta razón, algunos lectores ven la novela como una crítica al neoliberalismo. Muchos lectores la consideran también una crítica a la globalización, aunque el autor declara que él no es partidario de la antiglobalización.
La novela se tituló Logoland en sus ediciones alemana e italiana. La edición brasileña adoptó el nombre de EU S/A, una abreviación de Estados Unidos Sociedade Anônima.

## Situación
La trama se desarrolla años después (no se menciona de qué año se trata exactamente) de que los Estados Unidos se hayan apoderado de toda América (a excepción de Cuba), Sudáfrica, Reino Unido, Irlanda, Islandia, India, Japón, Corea del Sur, Oceanía, Tailandia, Birmania y, más recientemente, Australia. Se dice que Rusia está afiliada con los Estados Unidos, pero no completamente absorbida; si Rusia pertenece o no los Estados Unidos no se explica. Con tanto territorio bajo el control estadounidense, el comercio internacional no es necesario, con lo que los Estados Unidos dejan de desarrollarlo con los países que aún no han absorbido. Entre esos otros países se encuentra la Unión Europea, que es vista por los americanos como "socialista" (aunque se insinúa que Europa nunca llegó a ser socialista y tiene un modelo similar al actual; el concepto "socialista" probablemente se trate de propaganda corporativa). El idioma de todos los territorios estadounidenses es el "americano", formalmente conocido como inglés (solo se habla el inglés estadounidense; el inglés británico ya no existe).
Los impuestos han sido abolidos, lo que lleva a los EE. UU. a adoptar el sistema al que llaman "capitalizmo" (al que algunos lectores identifican similitud con el anarcocapitalismo). En este nuevo estado, el gobierno es privatizado, teniendo que trabajar solo dentro de su presupuesto. Esto impide al Gobierno crear nuevas leyes, dejando como su único trabajo la prevención del crimen. Los crímenes pueden ser resueltos, pero solo si la víctima o su familia pueden pagar al Gobierno.
Al margen del Gobierno hay otras dos agencias "protectoras de la ley": la policía y la ARN. La policía también ha sido privatizada, quedando reducida a un combinación entre cuerpo protector de la ley y agencia mercenaria, pero solo se implica en un asunto si es pagada para ello (los "sobornos" son legales y rutinarios). Mientras tanto, la ARN se ha convertido en una organización mercenaria en alquiler capaz de desplegar un ejército totalmente equipado, tan poderoso como el Ejército de los EE. UU. (este parece no existir, posiblemente por la abolición de los impuestos).
Las mayores corporaciones están aliadas en uno de los dos programas de afiliación de clientes, US Alliance y Team Advantage, que compiten el uno con el otro con prácticas extremadamente duras. Entre los miembros de US Alliance se cuentan Nike, Shell, IBM, Pepsi, McDonald's, la ARN y muchas de las corporaciones con las marcas más conocidas. Los miembros de Team Advantage incluyen a la policía, Reebok, ExxonMobil, Burger King, Apple Computer, y muchas marcas con un papel secundario frente a la popularidad de las corporaciones de US Advantage.
Los apellidos de la gente se corresponden con el nombre de la corporación para la que trabajan. Por ejemplo, un empleado de ExxonMobile cuyo nombre de pila sea Dan se llamará Dan ExxonMobile. Una persona con dos trabajos tomará el nombre de las dos corporaciones para las que trabaja, separados por un guion; así, una persona que trabaje para Nike y McDonald's tendrá como apellido Nike-McDonald's. Los voluntarios pueden tomar el nombre de la entidad con la que colaboran para un apellido compuesto, pero esto no es habitual (especialmente por los pocos voluntarios que hay). Los desempleados no tienen apellido, así que se les llama solo por su nombre de pila.
Los colegios están patrocinados y controlados por corporaciones que venden productos a los niños, como McDonald's y Mattel. Aunque se dice poco de la educación que se imparte en los mismos, se insinúa que la mayor parte es propaganda corporativa. Los chicos que van a las escuelas tienen como apellido el nombre de la corporación patrocinadora, teniendo a veces un apellido compuesto con el apellido de sus padres.
Otros aspectos destacables de la nueva sociedad son las ambulancias que tienen que ser pagadas con anterioridad a ser usadas, la abolición del estado de bienestar, la total desregulación de las armas, y carreteras privadas con cabinas de peaje.

## Trama
Como parte del plan trazado por el ambicioso ejecutivo de marketing John Nike, un trabajador de mercancías publicitarias de bajo nivel llamado Hack Nike es contratado para asesinar adolescentes y robar sus tenis Nike Mercury, valorados en 2500 dólares el par (su fabricación cuesta 85 centavos), en un esfuerzo por aumentar la popularidad del producto. Cuando él subcontrata el golpe a la policía, que a su vez lo subcontratan a la ARN, el plan se tuerce. Mientras tanto, Jennifer Gobierno, un agente del Gobierno con un código de barras tatuado bajo su ojo izquierdo, busca al responsable, motivada por un viejo ajuste de cuentas.

## Personajes
- Jennifer Gobierno - Una agente del Gobierno con un tatuaje de un código de barras (luego se sabría que corresponde con el de la Barbie Malibú). Jen tiene una venganza pendiente con John Nike, con quien tuvo en su día una relación y una hija.
- Hack Nike (después, simplemente Hack) - Encargado de distribución de mercancías publicitarias para Nike. Después de ser coaccionado para firmar un contrato que le obliga a asesinar adolescentes para el nuevo plan de marketing de John Nike, Hack comienza accidentalmente un efecto dominó de crímenes. A pesar de no ser una persona muy enérgica al principio, se acaba convirtiendo en una amenaza para Nike cuando se une a un grupo activista anticorporativista.
- John Nike - Vicepresidente de marketing en Nike y el malo de la novela. John inicialmente trata de mejorar las ventas de las Nike Mercury; más tarde, tramará un plan para destruir al Gobierno en un intento de convertir a las grandes corporaciones en el único poder que gobierne el mundo.
- Violeta (después Violeta ExxonMobil) - Es la novia emprendedora de Hack. Violeta se dispone a vender un virus a ExxonMobile, oficialmente para probar los sistemas de seguridad de la empresa, pero se ve envuelta en la lucha entre US Alliance y Team Advantage cuando es contratada para usar su virus en un ataque contra las corporaciones rivales.
- Billy Bechtel (después Billy ARN) - Un trabajador de la construcción que es despedido y no quiere más que ir a esquiar. En un intento de ir de vacaciones, Billy se une por casualidad a la ARN, donde es asignado a complicadas misiones de las que salen pocos supervivientes. A pesar de ser un buen tirador, Billy es incapaz de matar a nadie y a menudo huye de sus misiones. En parte por su falta de inteligencia, Billy es arrestado por el Gobierno una y otra vez, el cual trata de usarlo como infiltrado en la ARN; por el contrario, la ARN intenta hacer lo mismo, permitiéndole escapar accidentalmente.
- Buy Mitsui - Un corredor de bolsa que tiene dudas sobre su vida y su trabajo. Buy es testigo del primer tiroteo de Nike; la imposibilidad de salvar a una de las víctimas le hace pensar que nada de lo que haga en su vida tendrá alguna importancia. Cae en una depresión y trata de suicidarse. Incapaz de quitar el seguro al arma que ha comprado, falla su intento de suicidio, y llama a Jennifer Gobierno para preguntarle cómo usar el arma. Inicia una relación con Jennifer, y se ve arrastrado en una batalla entre Jennifer y John Nike.

## Adaptaciones
En 2001, Section 8, una productora perteneciente a Steven Soderbergh y George Clooney, adquiere la posibilidad de optar a los derechos de filmación de la obra. En 2005, Louis Mellis and Dave Scinto, escritores de Sexy Beast, son elegidos por Soderbergh y Clooney para escribir el guion.
Para ayudar en la promoción de la novela, Barry creó un juego en línea llamado Jennifer Government: NationStates, en el cual los jugadores dirigen su propio país. El juego se desarrolla en el escenario distópico de la novela, sin recoger nada de su trama, motivo por el cual ha sido citado en ocasiones de «adaptación pobre».[cita requerida]